# Nichita Patriche
Răzvan Nichita Patriche (sinh ngày 29 tháng 4 năm 1986) là một cầu thủ bóng đá người România thi đấu cho Afumați. Trước đây anh thi đấu ở Liga I cho Sportul Studențesc và ở Liga II cho Academica Clinceni.
Patriche là đội trưởng của đội bóng và là thành viên của Đội tuyển bóng đá U-21 quốc gia România.

## Sự nghiệp
Patriche thi đấu như là cầu thủ trẻ cho Sportul Studenţesc trước khi ra mắt đội một vào năm 2005, trong trận đấu tại Liga I trước FCM Bacău.